# Leah McNamara
Leah McNamara, född 17 september 1996, är en irländsk skådespelare.
McNamara har bland annat medverkat i TV-serierna Then You Run, Normala människor och Vikings.

## Filmografi (i urval)
- 2017–2019 – Vikings (TV-serie)
- 2020 – Normala människor (TV-serie)
- 2022 – Then You Run (TV-serie)